# Лагидное (Луганская область)
Ла́гидное (укр. Лагідне, до 2016 г. — Комсомо́льский) — посёлок, относится к Сватовскому району Луганской области Украины.
Население по переписи 2001 года составляло 262 человека. Почтовый индекс — 92652. Телефонный код — 6471. Занимает площадь 2,442 км². Код КОАТУУ — 4424085503.

## Местный совет
92652, Луганская обл., Сватовский р-н, с. Петровка, майдан Злагоды, 7